# Wapen van Midden-Drenthe

Wapen van Midden-Drenthe

Het wapen van Midden-Drenthe is het gemeentelijke wapen van de Drentse gemeente Midden-Drenthe. De beschrijving luidt: 
"In sinopel vier lelies van goud, kruisgewijs gerangschikt vanuit het middelpunt van het schild, en in een schildhoek van zilver een omziende opvliegende adelaar van sabel, gebekt en gepoot van goud, staande met de linkerpoot op de middelste top van een drietoppige veenberg van natuurlijke kleur. Het schild gedekt met een gouden kroon van drie bladeren en twee parels en gehouden door twee paarden van sabel."

## Geschiedenis
Het wapen werd samengesteld met elementen van de voorgaande gemeenten. Het groene veld werd overgenomen van Beilen, de schildhoek van Smilde en de schildhouders van Westerbork. De naar het middelpunt gerichte lelies symboliseren de centrale ligging van de gemeente. De lelies zijn afkomstig van het wapen van Drenthe waarin Maria een leliestaf en -kroon draagt. De kleur groen staat symbool voor de aanwezigheid van natuur. Het agrarisch karakter en de recreatie in de gemeente worden verbeeld door de schildhoudende paarden.
Bij Koninklijk Besluit van 6 mei 2002 werd het wapen aan de gemeente verleend.

## Verwante wapens

Wapen van Beilen
Wapen van Smilde
Wapen van Westerbork
Wapen van Drenthe